# Gilbert & George
Gilbert & George – brytyjski tandem twórczy, który tworzą Gilbert Prousch (urodzony 17 września 1943 w San Martin de Tor w Tyrolu Południowym) i George Passmore (urodzony 8 stycznia 1942 w Plymouth). Są znani ze swojego charakterystycznego i bardzo formalnego wyglądu. Zajmują się głównie sztuką performance, tworząc tak zwane „żywe rzeźby” (living sculptures), oraz kolorowe grafiki oparte na fotografiach. Poznali się na studiach w Central Saint Martins College of Art and Design. Pobrali się w 2008 roku. W 2017 roku artyści obchodzili 50-lecie istnienia.

## Początki kariery artystycznej
Po raz pierwszy spotkali się 25 września 1967 roku w Saint Martin’s School of Art. Obaj twierdzą, że ich drogi się przecięły, ponieważ George był jedyną osobą, która mogła zrozumieć wypowiedzi Gilberta, który słabo posługiwał się językiem angielskim. Pobrali się w 2008 roku. Od 1968 roku Gilbert & George mieszkają na Fournier Street w Spitalfields we wschodnim Londynie. Mieszkają w XVIII-wiecznym domu, który został przywrócony do pierwotnej formy. Cała ich twórczość skupiona jest wokół londyńskiej dzielnicy East End, którą to twórcy postrzegają jako swoisty makrokosmos. Według George’a „Wszystko co dzieje się na świecie, dzieje się na East Endzie”.

## Twórczość
Podejście Gilberta i George’a do sztuki jest antyelitarne. Przyjmując hasło „sztuka dla wszystkich”, starają się wychodzić poza granice świata sztuki. Mimo wykorzystywania różnych mediów i technik artystycznych, nazywają swoje prace „rzeźbami”. W latach 1970–1974 tworzyli rysunki (określane jako „węgiel na papierowych rzeźbach” [Charcoal on Paper Sculptures]) i obrazy, które wpisują się w ideę, tworzonych przez nich „żywych rzeźb”. Pierwszą taką rzeźbę zainicjowali w 1968 roku malując swoje ciała złotą farbą, odgrywając na stole spektakl pantomimy w rytm piosenki Underneath the Arches. Jednym z ich pierwszych, sztandarowych dzieł jest autoportret-fotografia w garniturach z logo, jako George the Cunt i Gilbert the Shit.
Kolejnym ich znakiem rozpoznawczym są wielkie kolaże wykonane z fragmentów fotografii. Odznaczają się bardzo wyraźną kolorystyką i w założeniu mają przypominać witraże. Najczęściej na tych pracach pojawiają się sami artyści, również kwiaty, czasem ich przyjaciele lub znaki chrześcijańskie. W ich ostatnich pracach dominuje kolorystyka stonowana i światy przedstawione w ich dziełach jawią się raczej mrocznie, jak na przykład w cyklu Scapegoating.

## Poglądy polityczne
Obaj deklarują się jako zdecydowani zwolennicy Partii Konserwatywnej, w szczególności Margaret Thatcher i Michaela Gove'a, opowiadając się za różnością w miejsce równości. Uważają kapitalizm za podporę sztuki i zasugerowali, że zwycięstwo polityczne Jeremy'ego Corbyna przyniosłoby całkowite ujednolicenie i podporządkowanie twórczości propagandzie. Mimo negatywnego stosunku do religii (z wyjątkiem moralności chrześcijańskiej) wyrażają przywiązanie do monarchii i unionizmu brytyjskiego. Poparli Brexit jako konieczne wyzwolenie od „antyanglosaskiej” Europy i przejawiali sympatię do Donalda Trumpa, odnosząc się krytycznie do przypadków usuwania pomników upamiętniających kolonializm w ramach protestów po zabójstwie George'a Floyda w 2020. Utrzymują, że ich konserwatyzm odróżnia ich na tle środowiska artystycznego, do którego nie chcą być zaliczani.

## Nagrody i odznaczenia
- 1981 – nagroda Regione Lazio Award (Turyn)[14]
- 1986 – nagroda Turnera (Turner Prize)[15]
- 1989 – nagroda Special International Award (Los Angeles)[16]
- 2007 – nagroda South Bank oraz Lorenzo il Magnifico (Florencja)[17]
- 12/2008 – przyznanie doktoratu honoris causa London Metropolitan University[18]
- 10/2010 – otrzymanie honorowego tytułu Magister Artium Gandensis przez University College Ghent[19]
- 11/2010 – nadanie doktora honoris causa przez University of East London[20]
- 03/2012 – nadanie doktora honoris causa przez the Open University[21]
- 2013 – nadanie doktora honoris causa w zakresie dziedzin o sztuce przez Plymouth University[22]
- 2017 – tytuł akademików królewskich (Royal Academicians) przez Royal Academy of Arts[23] w Londynie

## Wystawy
- 1972 – wystawa Documenta w Kassel[24]
- 2005 – reprezentacja Wielkiej Brytanii na Biennale w Wenecji[25]
- 2007 – wystawa retrospektywna w Tate Modern[6]
- 2007 – praca Planed udostępniona na platformie BBC do wszystkich koneserów sztuki za darmo[26]

- 2011 – wystawa: Jack Freak Pictures, Gdańsk[27]
- 2015 – wystawa retrospektywna w MoMA, Nowy Jork[27]
- 2020 – wystawa retrospektywna w Kunsthalle, Zurich[27]

Oh, the grand old Duke of York, Gilbert & George, 1972, Musée Groninger
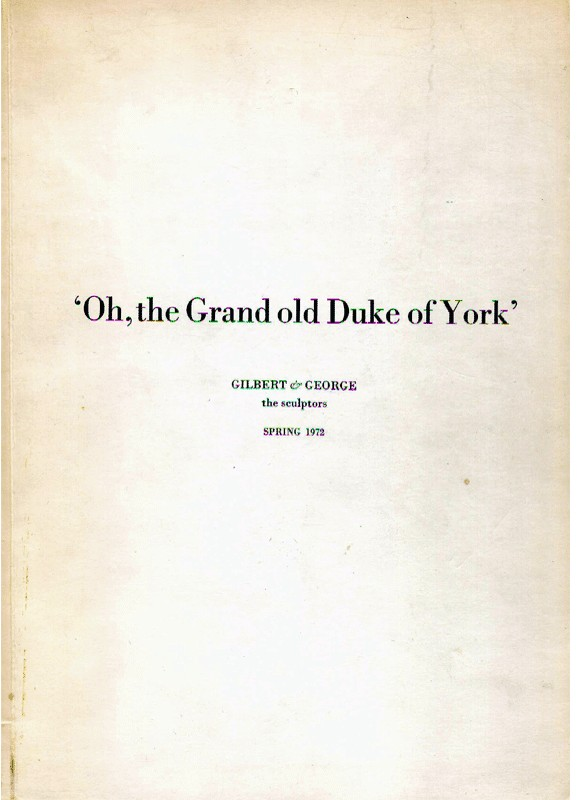